# Manuel Eixea Vilar
Manuel Eixea Vilar (Segorbe, Castellón, 13 de agosto de 1881 - Paterna, Valencia, 15 de julio de 1939) fue un militar español.

## Biografía
Ingresó en la Academia de Infantería de Toledo en 1898, de donde salió licenciado tres años después. Estuvo destinado en Marruecos, donde hizo parte de su carrera militar. Posteriormente ingresó en la Escuela Superior de Guerra de Madrid, donde se diplomó en un curso de Estado Mayor. Para 1933 ya ostentaba el rango de Teniente coronel.
A pesar de ser considerado un militar africanista, tras el estallido de la Guerra civil se mantuvo fiel a la República. En ese momento se encontraba destinado en Valencia, en un regimiento de infantaría. Poco después del comienzo de la contienda se afilió al PCE. Estuvo al frente de la Columna Eixea-Uribe, que estaba motorizada y que se movió por distintos frentes. Al mando de la columna intervino en la Defensa de Madrid, donde resultó herido. Durante parte de la guerra estuvo destinado en el Frente de Teruel, donde tuvo un papel relevante. También mandó otras unidades, como la 41.ª División, y posteriormente el XIX Cuerpo de Ejército. Fue destituido de su mando a comienzos de 1938, al parecer porque mantenía diferencias notorias con los asesores soviéticos. El 21 de abril fue nombrado comandante militar de Castellón, puesto que mantuvo hasta la conquista de la ciudad por el Ejército franquista, el 13 de junio de 1938. Durante el resto de la contienda ocupó puestos de Estado Mayor.
Al final de la guerra fue detenido en Valencia por el Servicio de Información y Policía Militar  (SIPM), juzgado por rebelión militar y ejecutado en Paterna el 15 de julio de 1939.